# 高奣映
高奣映（1647年—1707年），字雪君，小字遐龄，号问米居士，明末清初文学家、思想家、哲学家。姚安第24代土司，官拜姚安府同知。

## 生平
高奣映是姚安土司高的长子，母亲木氏福则是丽江土司木增的女儿。高奣映的父母精通儒学，受此影响，高奣映也饱读诗书。
高奣映出生的时候，正值明末清初混乱之际。永历帝逃入云南的时候，1655年，高受到沐天波的引荐，率年仅8岁的高奣映朝见永历帝。高护送永历帝逃往永昌，但在腾冲失散，只得与高奣映一起返回姚安。
1659年，永历帝被杀，高不愿臣服于清朝，传位给高奣映并在鸡足山大觉寺出家为僧，高奣映随即内附清朝。由于年幼，政事暂由母亲木氏福管理。翌年中秀才。
1674年，吴三桂起兵反清，任命高奣映为四川按察使，令其至川东催收兵粮。高奣映不愿臣服，趁1677年清军与吴军在长江对峙之机告老还乡。在吴军节节溃败之际，高奣映阻击胡国柱部与马宝部的会合，并劝云南各地将领归降清廷，被清廷仍旧任命为姚安府世袭同知，并加云南布政司参政道衔。同年高奣映让位给儿子高映厚，自己则归隐到结磷山著书自娱。
1702年（康熙四十一年），云南提学王之枢请他纂修《鸡足山志》。他到大理实地考察，耗时8个月编纂而成。期间他遍游苍山洱海，写下了诗歌集《妙香国草》。

## 思想著作
著有81部著作，今仅存《太极明辨》、《鸡足山志》、《金刚慧解》、《迪孙》、《滇鉴》、《妙香国草》等及零散诗文。他主张万物皆有理和气，但以理为根本，最高之理为太极。